# Hockey Club Monza 1946
Questa voce raccoglie le informazioni riguardanti l'Hockey Club Monza nelle competizioni ufficiali della stagione 1946.

## Maglie e sponsor
| 1ª divisa |

## Organico

### Giocatori
| N° | Naz.              | Ruolo | Sportivo                 |  |  |  |
| -- | ----------------- | ----- | ------------------------ |  |  |  |
| ?  | Italia (bandiera) | E     | Umberto Arnaboldi (1916) |  |  |  |
| ?  | Italia (bandiera) | E     | Giuseppe Castoldi (1922) |  |  |  |
| ?  | Italia (bandiera) | E     | Luigi Castoldi (1927)    |  |  |  |
| ?  | Italia (bandiera) | E     | Aldo Gelmini (1930)      |  |  |  |
| ?  | Italia (bandiera) | D     | Luigi Kullmann (1916)    |  |  |  |
| 1  | Italia (bandiera) | P     | Mario Massironi (1910)   |  |  |  |
| ?  | Italia (bandiera) | E     | Alberto Zaffaroni (1932) |  |  |  |

### Staff tecnico
- Allenatore: Orazio Zorloni
- Allenatore in seconda:
- Meccanico: